# Przytkowice
Przytkowice is een dorp in de Poolse woiwodschap Klein-Polen. De plaats maakt deel uit van de gemeente Kalwaria Zebrzydowska.

## Verkeer en vervoer
- Station Przytkowice